# Зразковое (Бильмакский район)
Зразко́вое (укр. Зразкове) — село,
Зразковский сельский совет,
Бильмакский район,
Запорожская область,
Украина.
Код КОАТУУ — 2322783001. Население по переписи 2001 года составляло 129 человек.
Является административным центром Зразковского сельского совета, в который, кроме того, входят сёла
Верхнедрагунское,
Диброва и
Зелёный Гай.

## Географическое положение
Село Зразковое находится на берегу реки Мокрая Конка в месте впадения её в реку Конка,
на расстоянии в 0,5 км от села Диброва.

## История
- Возле села Зразковое обнаружены погребения эпохи бронзы (III—II тысячелетия до н. э.).
- Населенный пункт основан в 1922 году выходцами из села Конские Раздоры Пологовского района под названием хутор Образцовый.

## Экономика
- «Зразковое», ООО.

## Объекты социальной сферы
- Школа I—II ст.
- Детский сад.
- Дом культуры.
- Фельдшерско-акушерский пункт.